# Iepureşti
Iepureşti es una comuna ubicada en el distrito de Giurgiu, Rumania.

## Superficie
Cuenta con una superficie de 54,60 kilómetros cuadrados.

## Demografía
Hasta 2021 la población era de 2049 habitantes, con una densidad de población de 37,53 habitantes por kilómetro cuadrado.